# Phocoena spinipinnis
La focena spinipinne (Phocoena spinipinnis) è una specie di focena endemica delle coste del Sudamerica. Venne descritta per la prima volta da Hermann Burmeister nel 1865.

## Popolazione e distribuzione
Nonostante la focena spinipinne sembri essere relativamente comune nel suo areale, per questa specie sono stati compiuti pochi studi di monitoraggio. Il suo areale sembra essere continuo e va dalle acque costiere del Perù settentrionale, nel Pacifico, attraverso la Terra del Fuoco, fino al Brasile meridionale, nell'Atlantico. La popolazione totale è di qualche decina di migliaia di individui. Nonostante venga solitamente descritta come una specie che risiede molto vicino alla costa, alcuni individui sono stati avvistati a 50 km di distanza da essa ed anche nelle acque dolci del fiume Valivia, nel Cile meridionale.

## Descrizione fisica
La maggior parte delle fotografie di focene spinipinne sono state scattate ad esemplari morti e mostrano questi animali con una colorazione nera. Questo fenomeno ha dato a questa specie il vecchio nome comune inglese di focena nera. Gli individui vivi sono comunque di colore grigio scuro. Diventano neri appena pochi minuti dopo la morte. Le regioni inferiori sono di colore variabile, ma solitamente sono di un grigio più chiaro. Alla piena maturità le focene sono lunghe circa 150 cm e pesano 50-75 kg. Il peso massimo registrato era quello di una femmina di 105 kg. Hanno un leggero solco in corrispondenza dello sfiatatoio, che è situato proprio davanti agli occhi. La forma e la posizione della pinna dorsale sono insolite per un cetaceo - è triangolare, piuttosto che ricurva, e invece di essere rivolta verso l'alto è rivolta più che altro all'indietro. È situata circa a tre quarti del margine del dorso - più indietro che in ogni altro delfino o focena. Queste caratteristiche sono sufficienti per distinguere questa focena dal cefalorinco eutropia, che è di dimensioni simili e vive nello stesso areale pacifico della focena.

## Comportamento
La focena spinipinne è difficile da osservare. Sembra essere piuttosto timida, quando è in superficie mostra poco del suo corpo e fugge via velocemente quando si avvicinano delle imbarcazioni. Generalmente vengono avvistate da sole o in coppia, ma formano occasionalmente gruppi più grandi. Una fonte proveniente dal Cile parla di un gruppo di 70 esemplari. Questa focena si nutre di vari pesci pelagici, come acciughe, gadidi e sgombri.

## Conservazione
Come tutte le focene, anche la spinipinne è vulnerabile alle catture accidentali nelle reti da pesca. Queste sono comuni in Uruguay, Perù e Cile. Il maggior numero annuale di queste catture, 2000 individui, si ha in Perù. Vengono anche arpionate deliberatamente per la carne o per usarle come esca per gli squali.
Nelle annate di El Niño piuttosto severe, l'ecosistema della corrente di Humboldt viene distrutto. Le acciughe muoiono o lasciano la zona e sembra che molte focene ed altri mammiferi marini muoiano di conseguenza di fame.
La IUCN classifica quest'animale come prossimo alla minaccia nella sua Lista Rossa delle Specie Minacciate. Le previsioni a lungo termine per questa specie sono sconosciute.